# Косумель
Косумель, також Кууцміл (ісп. Cozumel; мая Kùutsmil) — острів у Карибському морі біля східного берега мексиканьського півострова Юкатан. На острові розташований однойменний муніципалітет штату Кінтана-Роо. Острів відомий своїми місцями для дайвінгу. Найбільше місто — Сан-Мігель-де-Косумель (ісп. San Miguel de Cozumel).

## Етимологія
Назві «Косумель» острів завдячує племенам Мая, «Cuzamil» або повний вираз «Ah Cuzamil Peten», означає «острів ластівок» (ісп. Isla de las Golondrinas).

## Географія

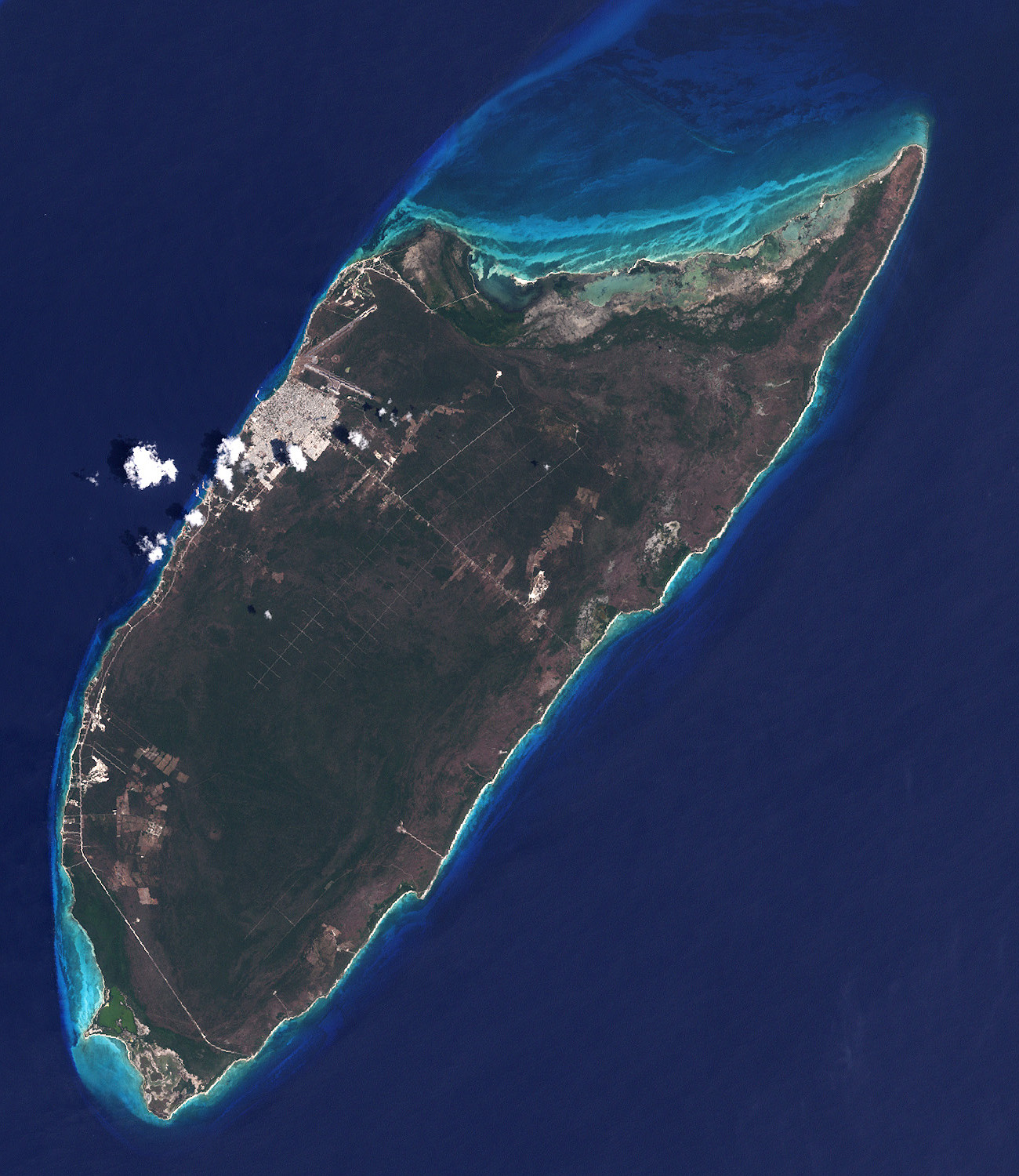
Супутниковий знімок острова Косумель (2001 року)

Острів має протяжність з півночі на південь 48 км і з заходу на схід 16 км, є найбільшим атлантичним островом Мексики і третім серед усіх мексиканських островів. Острів розташовується за 20 км від материка, за 60 км від найбільшого в штаті міста Канкун. Східна частина острова невисока, плоска, густо покрита рослинністю. Разом з прибережними острівцями площа острова становить 478 км. До муніципалітету також відносяться дві невеликі області на континенті, загальною площею 10 423 км².
Біля острова знаходиться другий у світі за величиною кораловий риф, протяжністю понад 700 кілометрів.
Незважаючи на те, що від континенту острів відділений неширокою протокою, на Косумелі є близько десятка видів ендеміків (Chlorostilbon forficatus, Reithrodontomys spectabilis, Toxostoma guttatum, косумельский єнот, Vireo bairdi та ін.).

### Клімат
Острів знаходиться у зоні, котра характеризується кліматом тропічних саван. Найтепліший місяць — серпень із середньою температурою 27.2 °C (81 °F). Найхолодніший місяць — січень, із середньою температурою 23.9 °С (75 °F).
| Клімат Косумеля         | Клімат Косумеля | Клімат Косумеля | Клімат Косумеля | Клімат Косумеля | Клімат Косумеля | Клімат Косумеля | Клімат Косумеля | Клімат Косумеля | Клімат Косумеля | Клімат Косумеля | Клімат Косумеля | Клімат Косумеля | Клімат Косумеля |
| Показник                | Січ.            | Лют.            | Бер.            | Квіт.           | Трав.           | Черв.           | Лип.            | Серп.           | Вер.            | Жовт.           | Лист.           | Груд.           | Рік             |
| Абсолютний максимум, °C | 31              | 31              | 35              | 35              | 35              | 34              | 35              | 35              | 36              | 36              | 31              | 31              | 36              |
| Середній максимум, °C   | 27              | 28              | 29              | 30              | 30              | 30              | 30              | 31              | 30              | 30              | 28              | 27              | 29              |
| Середня температура, °C | 23              | 24              | 24              | 26              | 26              | 26              | 26              | 27              | 26              | 26              | 24              | 23              | 25              |
| Середній мінімум, °C    | 20              | 20              | 20              | 22              | 22              | 23              | 23              | 23              | 23              | 22              | 21              | 20              | 21              |
| Абсолютний мінімум, °C  | 6               | 6               | 7               | 8               | 11              | 18              | 17              | 15              | 16              | 13              | 13              | 6               | 6               |
| Норма опадів, мм        | 90              | 120             | 50              | 170             | 200             | 370             | 140             | 120             | 360             | 90              | 80              | 60              | 1900            |
| Днів з дощем            | 9               | 14              | 4               | 9               | 9               | 18              | 11              | 10              | 19              | 5               | 5               | 4               | 108             |
| Вологість повітря, %    | 87              | 85              | 81              | 81              | 85              | 89              | 86              | 87              | 90              | 86              | 84              | 86              | 86              |
| ----------------------- | --------------- | --------------- | --------------- | --------------- | --------------- | --------------- | --------------- | --------------- | --------------- | --------------- | --------------- | --------------- | --------------- |
| Джерело: Weatherbase    |                 |                 |                 |                 |                 |                 |                 |                 |                 |                 |                 |                 |                 |

## Історія
Перша іспанська експедиція відвідала Косумель на чолі з Хуаном де Гріхальва у 1518 році. Наступного року Ернан Кортес зупинився на острові під час своєї подорожі до Веракрус. Обидві експедиції були зустрінуті Майа Косумелі мирно, на відміну від досвіду експедицій материковій частині. Навіть після того, як Кортес знищив деякі з ідолів Мая на Косумелі, і замінили їх із зображенням Діви Марії, корінні жителі острова продовжували допомагати іспанцям поповнюючи їх кораблі їжею і водою.

## Демографія
Згідно перепису населення 2010 року, у найбільших містах та селах проживає:
| Назва                    | Жителі (2010) |
| ------------------------ | ------------- |
| Сан-Мігель-де-Косумель   | 77,236        |
| Лас-Фінкас               | 746           |
| Кілометро-Кватро-і-Медіо | 411           |
| Ла-Естрелла              | 154           |
| Сан-Лоренцо              | 134           |
| Ла-Есперанса             | 115           |
| Уерто-Фамільяр           | 104           |
| Вілья-Косумель           | 75            |
| Лас-Пальмерас            | 72            |
| Іберостар                | 52            |
| Дос-Арболітос            | 44            |
| Сан-Карлос               | 34            |
| Всього                   | 79,535        |